# Palads Teatret

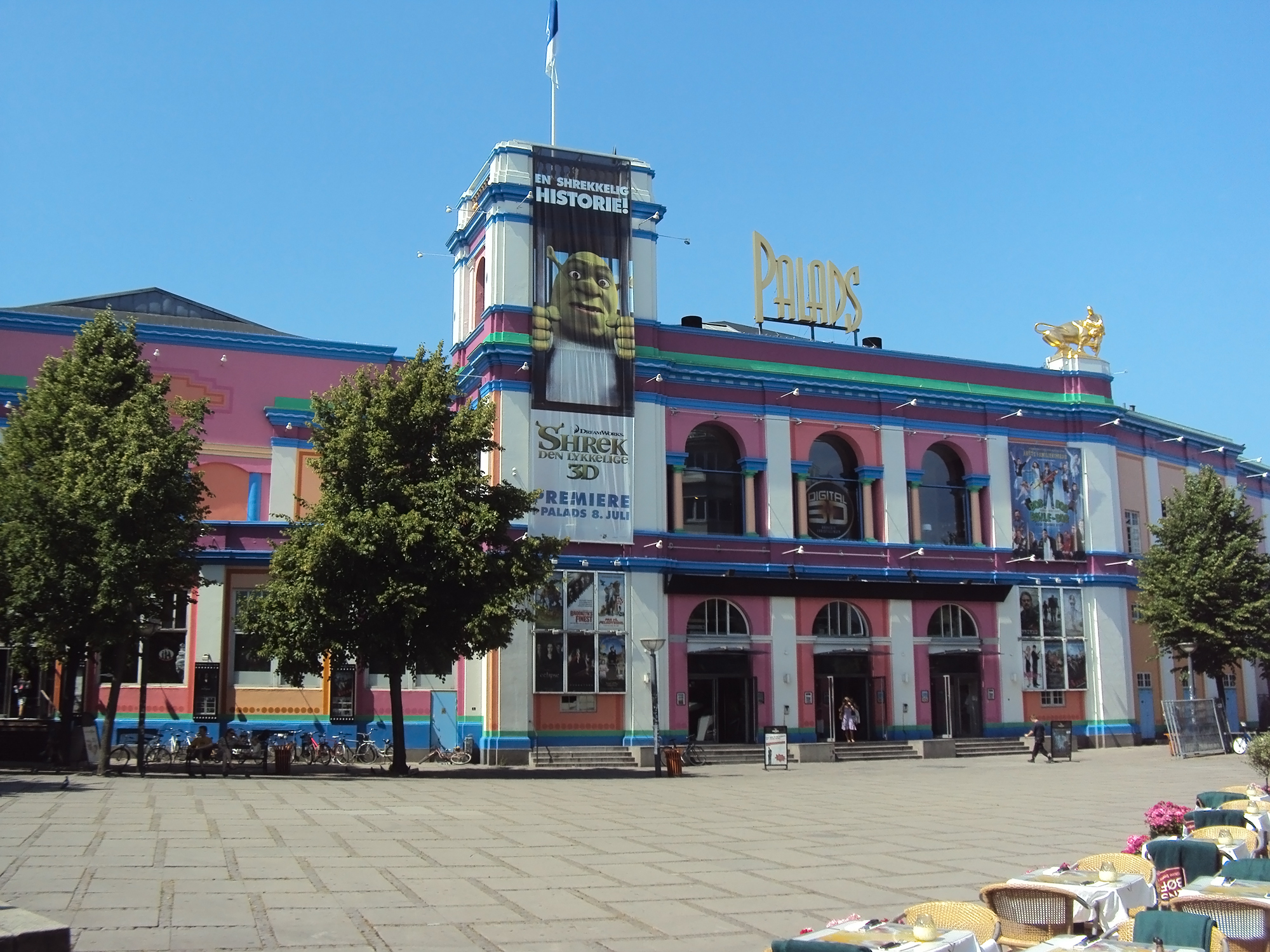
Palads Teatret im Jahr 2010

Palads Teatret oder auch nur Palads ist ein Kino in der dänischen Hauptstadt Kopenhagen. Es ist das Kino mit der höchsten Anzahl von Sälen in Dänemark. Es wird von Nordisk Film Biografer betrieben.

## Geschichte

### Im alten Hauptbahnhof

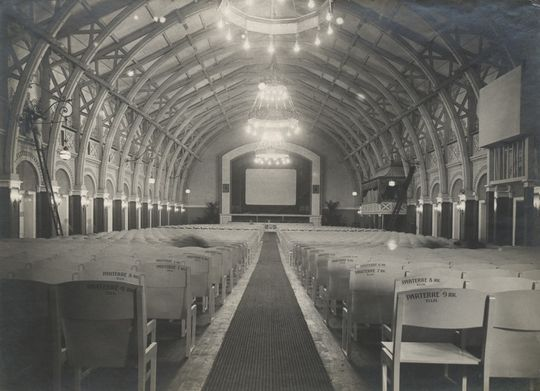
Der Vorführsaal vom Palads Teater im ehemaligen Bahnhof.

Das Palads Teater befand sich ursprünglich in dem ehemaligen Kopenhagener Hauptbahnhof am Axeltorv. Als dieser nach der Eröffnung des neuen Hauptbahnhofes am 1. Dezember 1911 leer stand, erlangte Constantin Philipsen das Recht dort für drei Jahre ein Kino einzurichten. In der Zeit des Leerstandes wurde das Gebäude im Winter 1911/1912 auch zur Übernachtung für Obdachlose eingesetzt. Um das Bahnhofsgebäude zum Kino umzubauen, wurde es fast komplett entkernt sowie die Einfahrten zur Bahnhofshalle und teilweise Türen wie Fenster dazu vermauert. Am 17. Oktober 1912 öffnete das Kino mit dem Film Die Kinder des Generals mit Asta Nielsen in der Hauptrolle. Das Kino bot 3.000 Plätze und ein etwa 30-Mann-starkes Orchester sowie war zum Zeitpunkt der Eröffnung, das größte Kino in Nordeuropa.

### Im neuen Gebäude
Nach einer Erkrankung von Constantin Philipsen 1915 und dem Auslaufen des Mietvertrages wurde das Kino im Bahnhof 1916 geschlossen. Anschließend wurde das alte Gebäude bis 1917 komplett abgerissen, um Platz für einen neuen Bau zu schaffen.
Im gleichen Jahr begann man am Axeltorv ein neues Palads Teater zu errichten, was bis zum 25. Januar 1918 fertiggestellt wurde. Dieses wurde von den Architekten Andreas Clemmensen (1852–1928) und Johan Nielsen (1863–1952) entworfen. Auf dem Dach befindet sich seitdem Kai Nielsens Werk Ursus med tyren, das jedoch erst 1949 vergoldet wurde.
Am 26. Januar 1918 wurde das Kino, nun unter der Leitung von Sophus Madsen, mit dem Film Berg-Eyvind und sein Weib von Victor Sjöström eingeweiht. Nachdem Jacob Gade bereits am 22. März 1918 zur Premiere von Die Geburt einer Nation im Palads das Orchester leitete, war er ab 1921 Orchesterleiter des Kinos. Anlässlich der Premiere von Der Mann mit der Peitsche präsentierte er am 4. Oktober 1925 zum ersten Mal seinen Tango Jalousie.
1926 kaufte Carl Bauder das Kino, das seither nun zu Nordisk Film gehört.
Seit dem 4. März 1929 verfügte das Kino über die Möglichkeit Sprechfilme vorzuführen. 1955 wurde in dem Palads Teatret das Breitbildformat nach dem Anamorphotischen Verfahren (Cinemascope) eingeführt.
Hier feierte die Nordisk Films Kompagni an ihrem fünfzigsten Jahrestag, am 6. November 1956, mit der Premiere von Qivitoq.
Der dänische Spielfilm Die Olsenbande läuft Amok hatte nicht nur seine Premiere am 5. Oktober 1973 im Palads, sondern das Kino war zugleich auch der Handlungsort des Films. Der Protagonist Egon Olsen flieht dort nach einem gescheiterten Einbruch der Olsenbande im Palads, auf das Dach des Kinogebäudes, wo er schließlich verhaftet wird. Auch weitere Filme dieser damals in Dänemark populären Olsenbanden-Filmreihe die zwischen 1968 und 1999 entstanden, hatten im Palad Teatret ihre Premiere und waren meist von hohen Besucherzahlen gekennzeichnet.
Das Gebäude ist mehrfach renoviert worden. Wegen rückläufigen Besucherzahlen beschloss man in den 1970er Jahren, das Kino umfangreich zu renovieren und auf Multiplex umzustellen. In den Zusammenhang erfolgte auch der größte Umbau 1978, als beschlossen worden wurde, das Kino mit 1519 Plätzen und einer durchschnittlichen Auslastung von 15,5 % pro Vorstellung in mehrere kleinere, insgesamt 12, Säle aufzuteilen. Diese Maßnahme erzielte den erwünschten Erfolg, die Besucherzahlen stiegen durch die erhöhte Filmauswahl wieder.
Poul Gernes zeichnete 1989 für die neue Farbgebung des Gebäudes verantwortlich. Der Kinohistoriker Thomas Hauerslev bezeichnet es als stort bolche, großen Bonbon. 1993 wurde im Palads Cinema Digital Sound und Dolby Digital eingeführt.
Zu der Premiere zu dem Film Der (wirklich) allerletzte Streich der Olsenbande wurde im Erdgeschoss des Kinos 1998 das "Café Olsen-Banden" eingerichtet. Dieses war mit filmischen Requisiten und musealen Ausstellungsstücken rund um die dänische Filmreihe zur Olsenbande ausgestattet und bestand bis Oktober 2010. Nach dem anschließenden Umbau des Kinos wurde es zu einem modernen Café in einer Größe von etwa 140 m² umgestaltet. Die ehemaligen Ausstellungsstücke wurden zu einem Teil zu Nordisk Film nach Valby verbracht und ein größerer Teil in einer neu geschaffenen kleineren Ausstellung im ersten Stock zu Themen rund um den dänischen Film integriert. Ebenfalls wurde 2010 das Foyer des Kinos modernisiert und eine neue Treppe eingebaut sowie mit einem zweiseitiger Kartenverkauf eingerichtet.
Nach aktuellen städtebaulichen Planungen soll das Palads abgerissen werden. Der Eigentümer der Liegenschaft, die dänische Staatsbahn DSB, möchte auf dem Grundstück und den angrenzenden ehemaligen Bahngelände, mehrere Gebäude und Hochhäuser errichten. Der technische und Umweltbürgermeister Morten Kabell Kopenhagens signalisierte bereits seine Zustimmung zu den Plänen, ebenso die Eigentümerin des Gebäudes Nordisk Film Biograferne (Nordisk Film Kinogesellschaft) laut deren Direktor, da diese im Zuge der Neubebauung anstelle des Palads ein „neues größteres und moderneres Kino“ bekommen würde. Das Palads Teatret steht nicht unter Denkmalschutz. Gegen den Abriss und die neuen Bebauungspläne haben sich aus der Bevölkerung öffentliche Proteste formiert und es wurden unter anderem Demonstrationen für den Erhalt des Kinos angekündigt.

## Ausstattung
Seit Anfang 2012 können die Zuschauer alle Filme im digitalen Format 3D-Filme in RealD sehen. Das Palads Teater verfügt heute über 17 Säle, angefangen von Räumen mit 50 Sitzen bis zu dem Saal in der ersten Etage mit Platz für 690 Personen. In den Räumlichkeiten des Kinos werden wöchentlich 25 bis 30 verschiedene Filme gezeigt (Stand 2013).

## Galerie

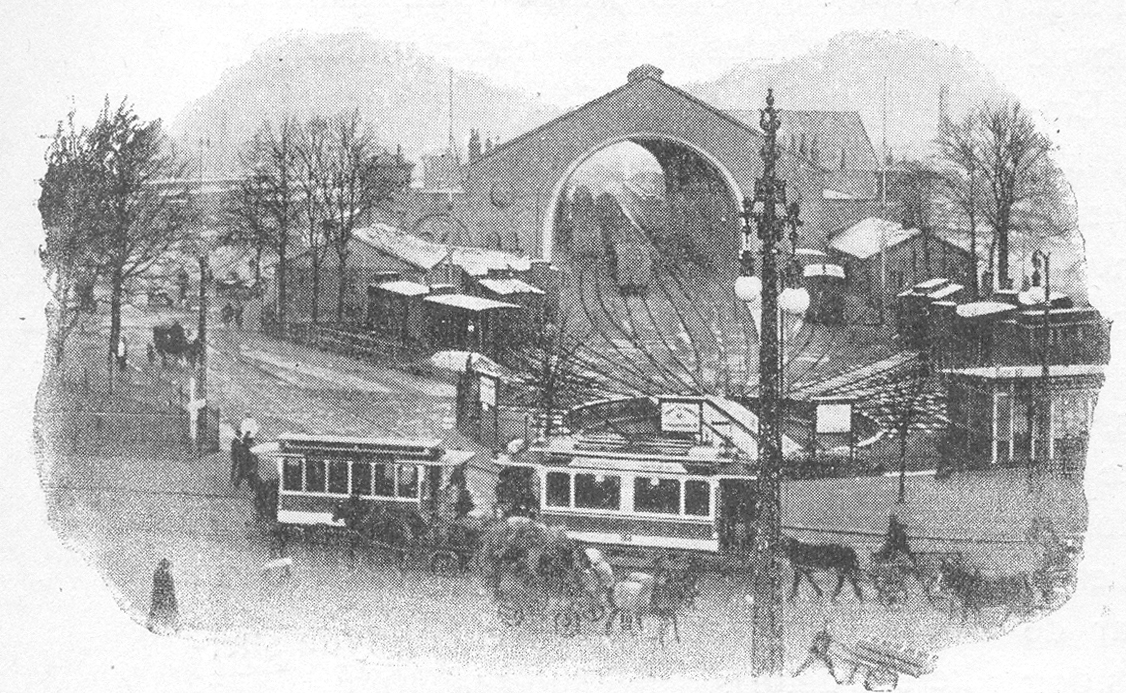
Das Gebäude des zweiten Kopenhagener Hauptbahnhofes, in dem das erste Palads Teater eröffnete.
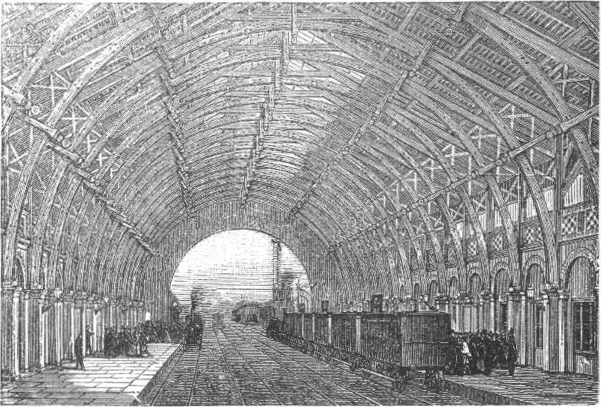
Bahnhofshalle des zweiten Kopenhagener Hauptbahnhofes, die im ersten Palads als Vorführsaal genutzt wurde.
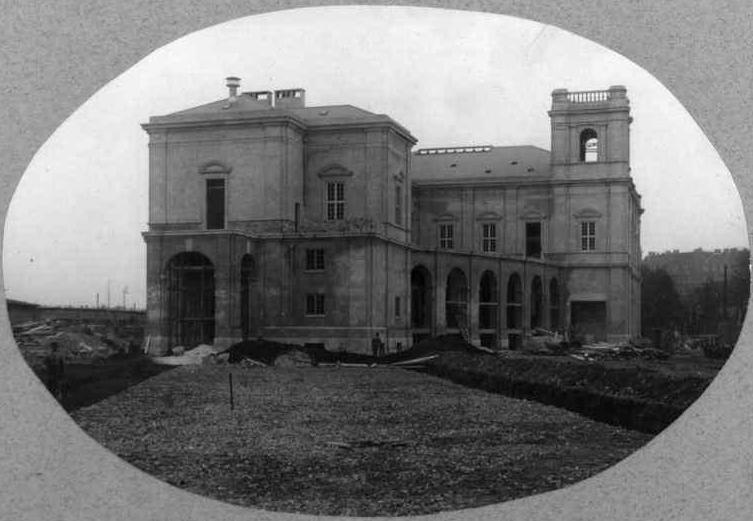
Das Palads Teatret während der Bauphase um 1917.
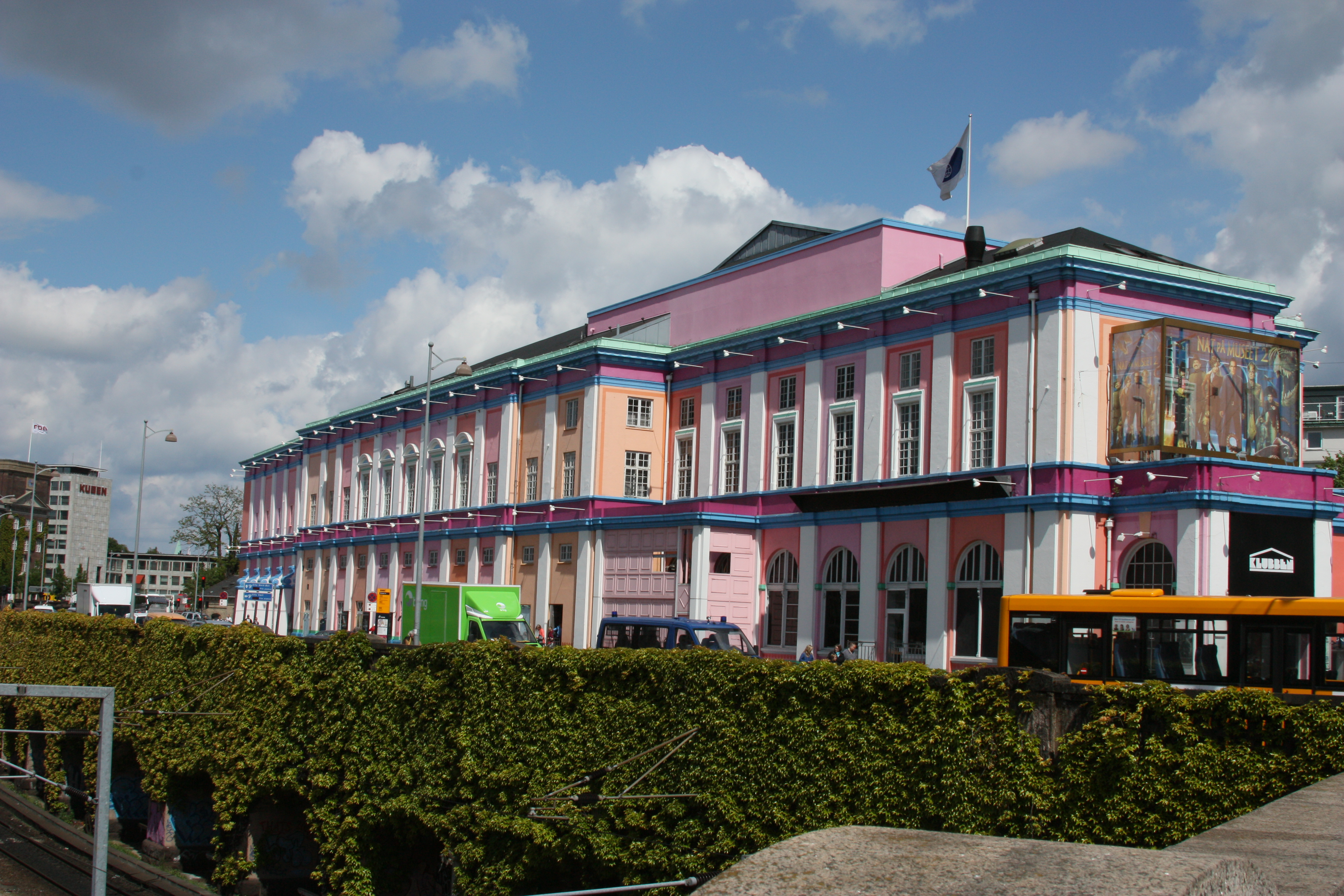
Das Palads um 2009 aus seitlicher Perspektive.
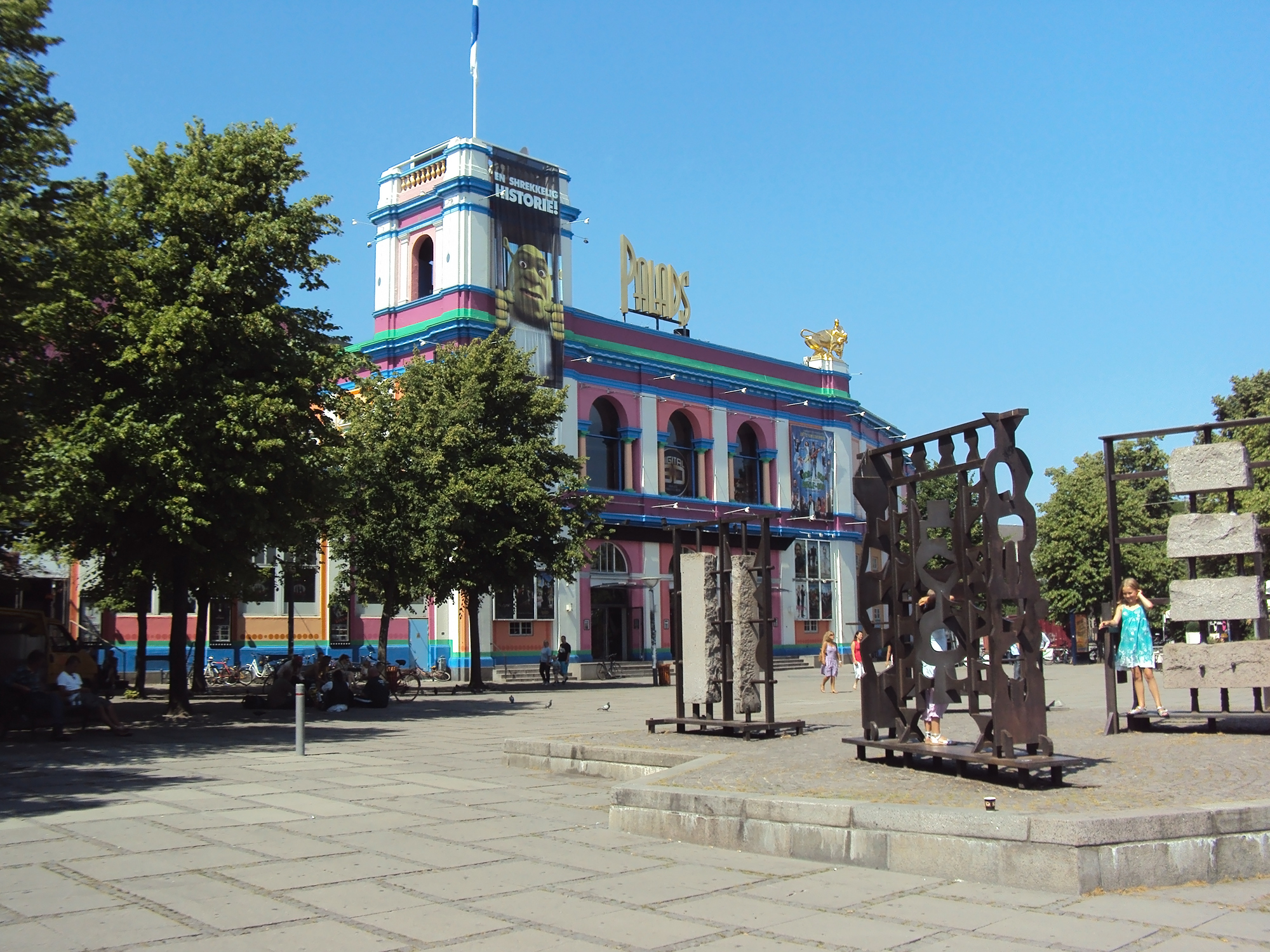
Eingangsbereich vor dem Kino (2010).
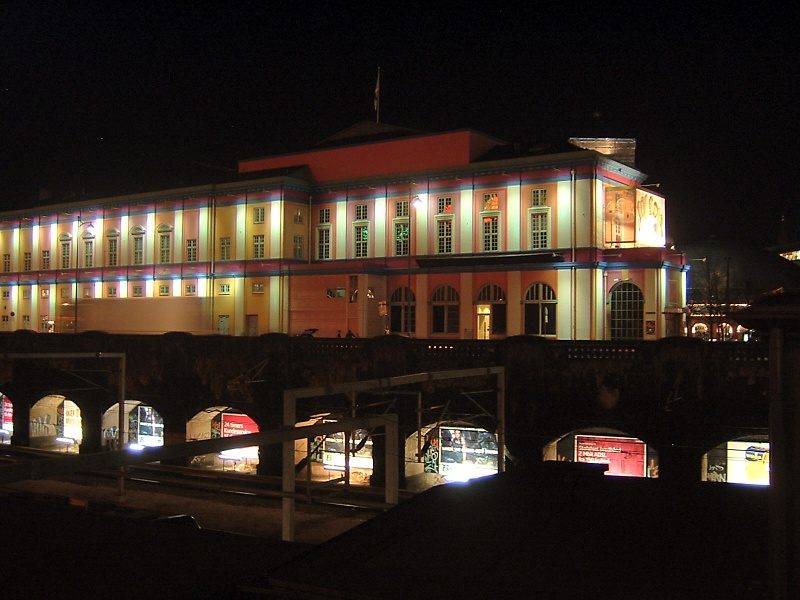
Das Palads bei Nacht (2005).
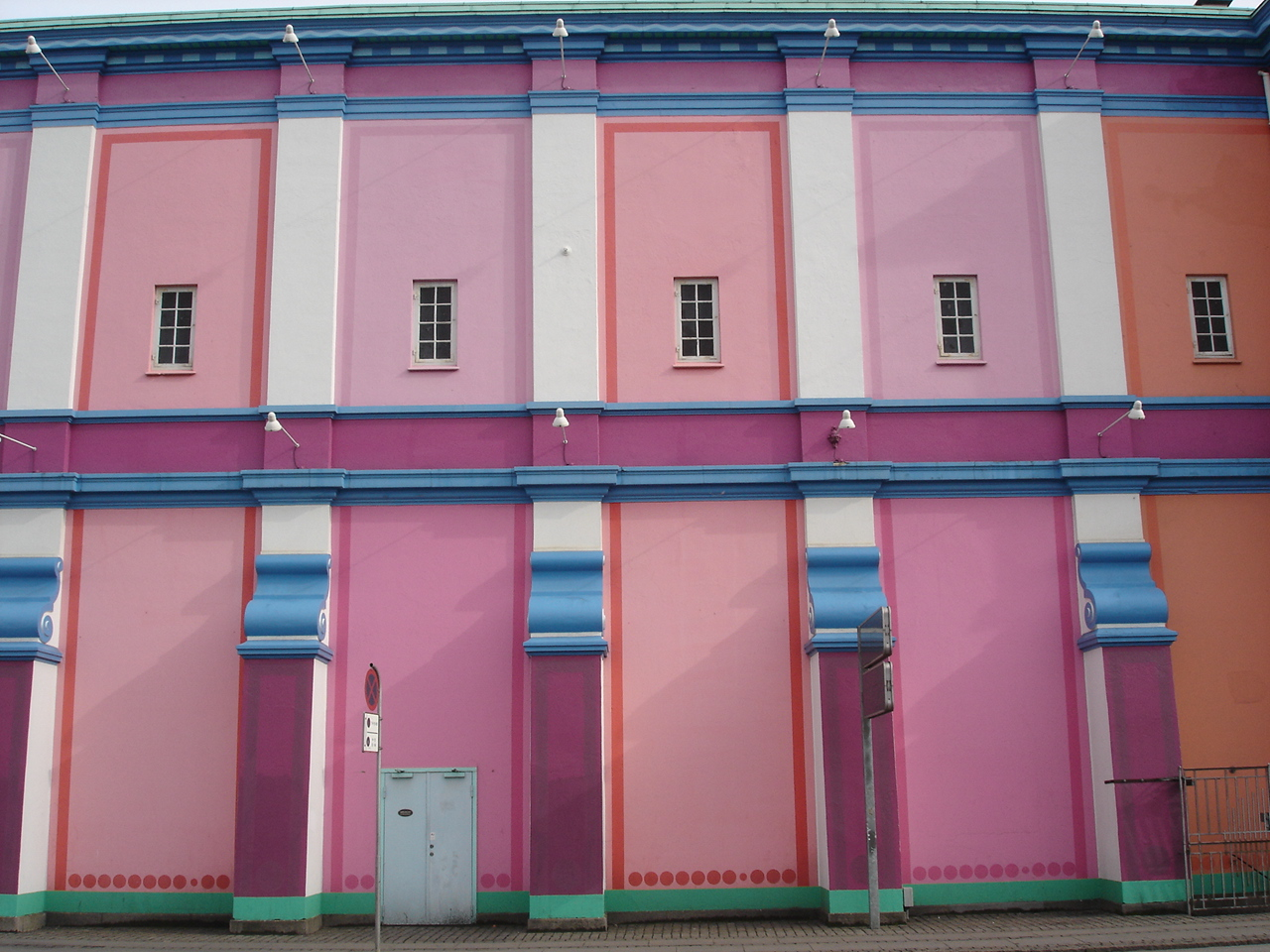
Fassadendetails